# Желязовиці
Желязовиці (пол. Żelazowice) — село в Польщі, у гміні Білачув Опочинського повіту Лодзинського воєводства.
Населення — 333 особи (2011).
У 1975-1998 роках село належало до Пйотрковського воєводства.

## Демографія
Демографічна структура станом на 31 березня 2011 року:
|          | Загалом | Допрацездатний вік | Працездатний вік | Постпрацездатний вік |
| -------- | ------- | ------------------ | ---------------- | -------------------- |
| Чоловіки | 159     | 27                 | 114              | 18                   |
| Жінки    | 174     | 33                 | 87               | 54                   |
| Разом    | 333     | 60                 | 201              | 72                   |